# Cefmenoxima
La cefmenoxima es un antibiótico cefalosporínico de tercera generación.